# 假骤尖楼梯草
假骤尖楼梯草（学名：Elatostema pseudocuspidatum）是荨麻科楼梯草属的植物，是中国的特有植物。分布于中国大陆的云南等地，生长于海拔1,900米至2,800米的地区，多生在常绿阔叶林下及山谷沟边，目前尚未由人工引种栽培。